# تپه منبع آب
تپه منبع آب در شهرستان هرسین، بخش مرکزی، دهستان چشمه‌کبود، ۱۲۰ متری شرق روستای پاسار واقع شده و این اثر در تاریخ ۲۶ اسفند ۱۳۸۷ با شمارهٔ ثبت ۲۵۵۶۹ به‌عنوان یکی از آثار ملی ایران به ثبت رسیده است.